# Fritz Todt

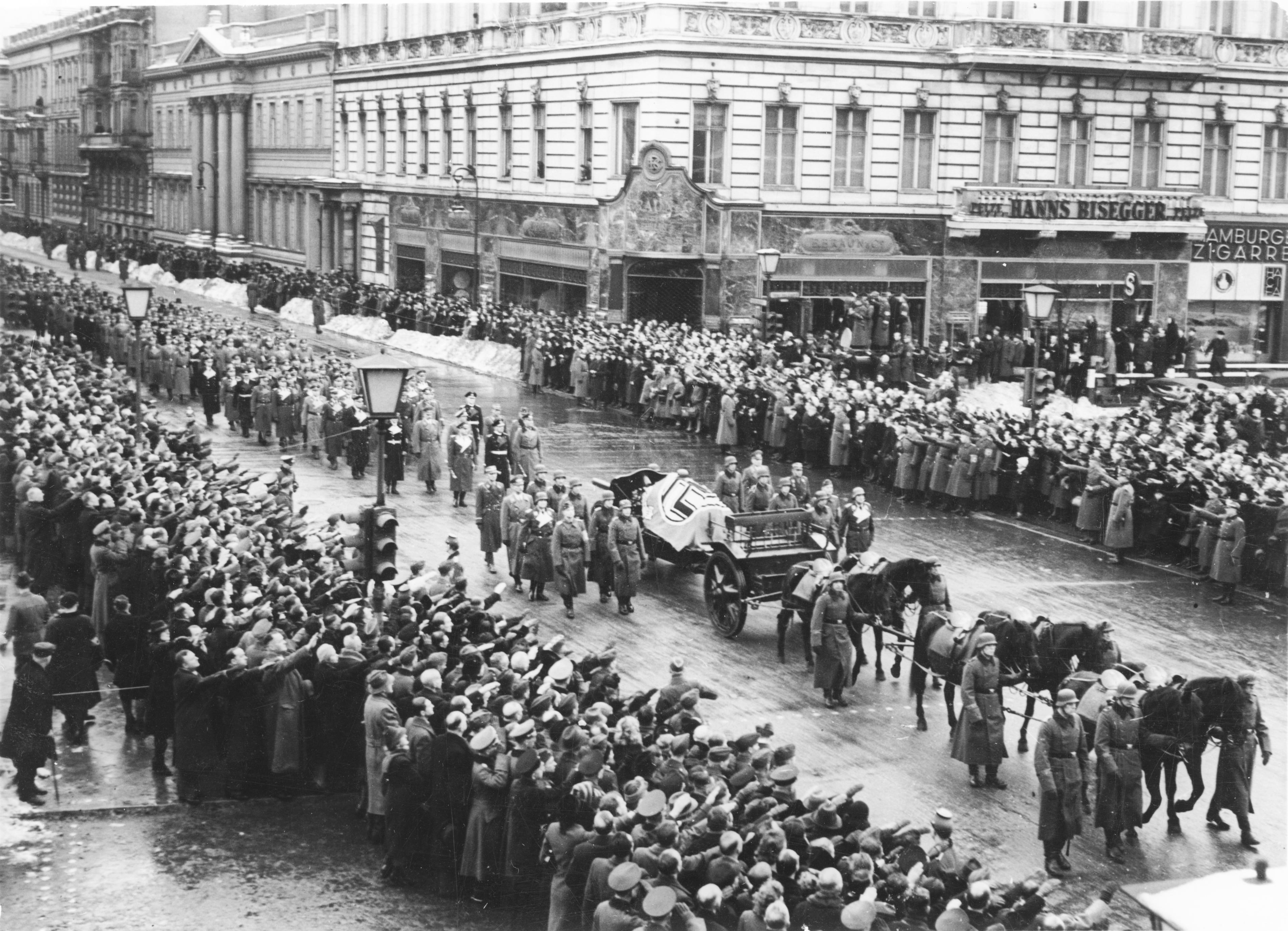
Kondukt na pogrzebie Fritza Todta

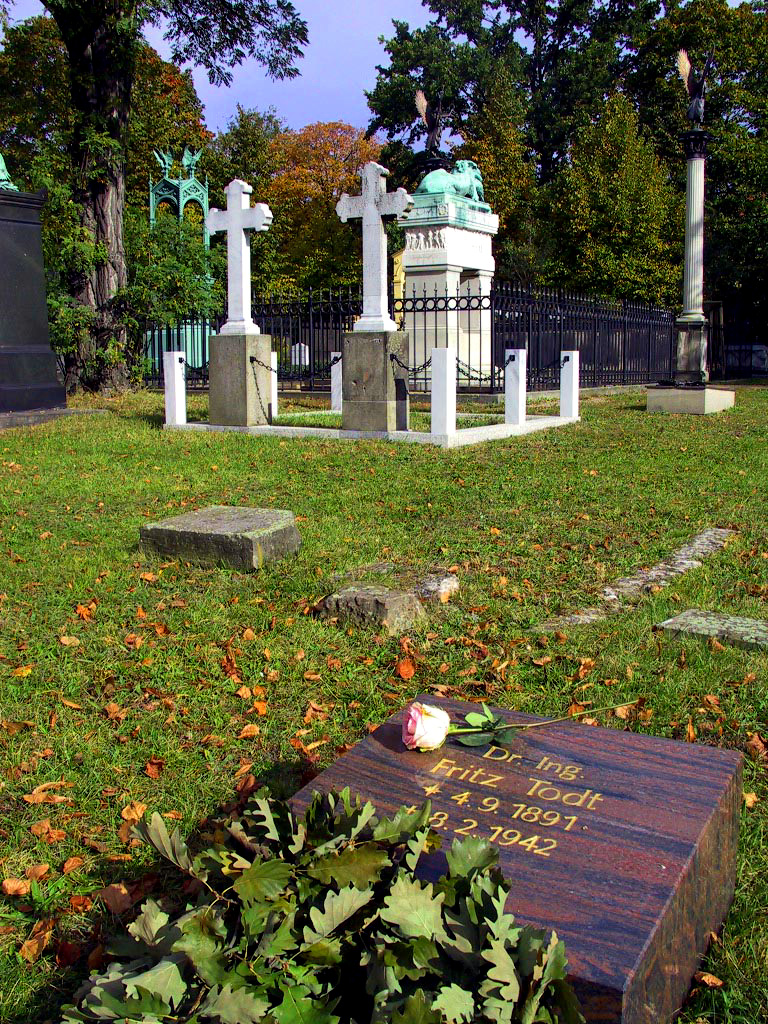
Grób Todta na Cmentarzu Inwalidów w Berlinie

Fritz Todt (ur. 4 września 1891 w Pforzheim, zm. 8 lutego 1942 koło Kętrzyna) – niemiecki inżynier i hitlerowski działacz państwowy w okresie III Rzeszy. 

## Życiorys
Studiował w Karlsruhe oraz na Politechnice Monachijskiej. W czasie I wojny światowej służył w niemieckich siłach powietrznych i walczył na froncie zachodnim. Był członkiem NSDAP od 1922, a w 1931 został oficerem SS. Od 1933 generalny inspektor niemieckich dróg, od 1934 Urzędu Techniki, a od 1940 minister uzbrojenia i amunicji Rzeszy. 
To właśnie Todtowi Adolf Hitler powierzył budowę słynnych autostrad niemieckich Reichsautobahn (RAB), czyniąc go generalnym inspektorem budowy dróg. Todt wywiązał się z tego zadania znakomicie, czego efektem było powstanie do 1938 roku około 3 tysięcy kilometrów autostrad. W trakcie trwania Letnich Igrzysk Olimpijskich w Berlinie w 1936 roku (Niemcy ukończyli do tego czasu około 1000 km autostrad) na przyjezdnych cudzoziemcach autostrady robiły oszałamiające wrażenie. Todt do realizacji zadania budowy autostrad RAB zaprzągł szereg inżynierów i architektów, którzy dbali o każdy szczegół, jak np. prof. Paul Bonatz ze szkoły stuttgarckiej zajmujący się projektowaniem nawet jak na współczesne czasy nowocześnie wyglądających mostów i wiaduktów. W realizację projektu budowy RAB Todt zaangażował również Roberta Leya z jego Niemieckim Frontem Pracy (DAF) i Konstantina Hierla przewodzącego Służbie Pracy Rzeszy (RAD).
Todt stworzył paramilitarną Organizację Todt (OT, niem. Organisation Todt), która w latach 1938–1945 zajmowała się głównie budownictwem obiektów wojskowych (głównie Linia Zygfryda, Wał Atlantycki oraz szereg wojennych kwater Hitlera jak ta w Wilczym Szańcu). Organizacja ta miała własne obozy pracy i zatrudniała też więźniów z obozów koncentracyjnych. W późniejszych latach wojny udział pracowników przymusowych w szeregach OT był bardzo duży.   
Mając świadomość, że niemiecka produkcja zbrojeniowa nie nadąża za potrzebami (np. w październiku 1941 Wehrmacht zużył na froncie wschodnim 561 tys. pocisków kal. 75 mm przy produkcji 76 tys. szt., a w grudniu 494 tys. przy produkcji 18 tys. szt.) 29 listopada 1941 Todt oświadczył Hitlerowi, że „pod względem militarnym i ekonomicznym wojna jest przegrana”.
Fritz Todt zginął 8 lutego 1942 w katastrofie lotniczej na lotnisku Kętrzyn-Wilamowo obsługującym Wilczy Szaniec, wracając po konferencji z Hitlerem nt. uzbrojenia. Okoliczności jego śmierci do dzisiaj stwarzają pole do tworzenia teorii spiskowych, gdyż Fritz Todt nie lubił się z szeregiem partyjnych karierowiczów Adolfa Hitlera, jak choćby z Hermannem Göringiem. Todt zawsze chwalony był za profesjonalizm, dobre kwalifikacje oraz znakomity talent organizacyjny. Göring zaraz po śmierci Todta zjawił się u Hitlera w Wilczym Szańcu, gdzie – jak wspominał Albert Speer – zaproponował swoją kandydaturę jako następcę Fritza Todta. Hitler wyznaczył jednak innego następcę w osobie Speera. Ciało Todta wystawiono w pobliskim Karolewie, a później transportem kolejowym ze stacji kolejowej (obecnie nie istnieje) w Czernikach przewieziono do Berlina, gdzie odbył się oficjalny pogrzeb. 